# نهاية كل فصول الصيف (فلم)
نهاية كل فصول الصيف (بالإنجليزية: All Summers End) فيلم أمريكي درامي تم إصداره عام 2017.من إخراج و تأليف كايل ويلاموسكي. بطولة بابلو شرايبر ، كايتلين ديفير

## ملخص القصة
بعد تحول إحدى المقالب المدبرة في الصيف عن مسارها، يقع فتى مراهق في الحب بينما يحاول التعامل مع عقدة الذنب.

## طاقم العمل
| الممثلين        | الدور         |
| --------------- | ------------- |
| بابلو شرايبر    | كونراد        |
| كايتلين ديفير   | جرايس تيرنر   |
| تاى شريدان      | كونراد ستيفنز |
| أنابيث جيش      | السيدة تيرنر  |
| باولا مالكومسون | السيدة ستيفنز |

## روابط خارجية
- مقالات تستعمل روابط فنية بلا صلة مع ويكي بيانات